# Derewnia
Derewnia (ukr. Деревня) – wieś na Ukrainie, w rejonie lwowskim (wcześniej w rejonie żółkiewskim) obwodu lwowskiego. Wieś w 2022 liczyła około 1200 mieszkańców.
W II Rzeczypospolitej do 1934 samodzielna gmina jednostkowa. Następnie należała do zbiorowej wiejskiej gminy Turynka w powiecie żółkiewski w woj. lwowskim. 
W II Rzeczypospolitej wieś w powiecie żółkiewskim województwa lwowskiego. W latach 1943–1944 nacjonaliści ukraińscy z OUN-UPA zamordowali tutaj 32 Polaków.
Po wojnie wieś weszła w struktury administracyjne Związku Radzieckiego.
Z miejscowością związany był prof. Stanisław Starzyński (1853-1935) – znawca prawa konstytucyjnego, uczony i polityk. Tu się wychował i spędził ostatnie lata życia. Tu też w przypałacowej kaplicy, doszczętnie zniszczonej przez miejscowych po wysiedleniu Polaków z tych ziem, spoczęły jego doczesne szczątki, obok ojca i brata Tadeusza Starzyńskiego. 

## Pałac
Przed II wojną światową znajdował się w niej okazały dwukondygnacyjny pałac Starzyńskich z majątkiem, na który składały się stawy rybne, piękny park, kaplica oraz młyn. Po wkroczeniu Sowietów pałac i kaplica zostały spalone a w latach następnych doszczętnie zburzone. Niedługo potem zniszczeniu uległ również park. 
W wiosce znajduje się interesująca architektonicznie drewniana cerkiew z pierwszej połowy XIX w., której opiekunami byli Starzyńscy.